# Медицинская помощь трансгендерным людям
Медицинская помощь трансгендерным людям включает меры по профилактике, диагностике и лечению заболеваний, затрагивающих физическое и психическое здоровье. Главной частью медицинской помощи для трансгендерных людей является гендерно-аффирмативная медицина, которая помогает в процессе перехода. Она касается вопросов гендерного разнообразия, здоровья (включая риски, связанные с насилием и психическим состоянием) и доступности медицинской помощи для трансгендерных людей в разных странах. Гендерно-аффирмативная помощь может включать психологическую, медицинскую, физическую и социальную поддержку, чтобы помочь людям соответствовать своей гендерной идентичности.

## История
В 1920-х годах врач Магнус Хиршфельд проводил научные исследования, чтобы изучить гендерную дисфорию и человеческую сексуальность, а также выступал в защиту маргинализированных сообществ. Его исследования и работа предоставили новый взгляд на гендерную идентичность, гендерное выражение и сексуальность. Это стало первым известным случаем, когда существующие социальные нормы были поставлены под сомнение.. В дополнение к своим исследованиям, Хиршфельд также ввел термин "трансвестит", который в современной терминологии соответствует понятию "трансгендерный". К сожалению, исследования Хиршфельда были уничтожены в нацистской Германии, когда многие трансгендерные люди были арестованы и депортированы в концлагеря.
В 1966 году открылась гендерная клиника Джона Хопкинса; она была одной из первых в США, где трансгендеры получали медицинскую помощь, включая заместительную гормональную терапию, хирургические операции, психологические консультации и другие виды медицинской помощи, направленные на обеспечение гендерного равенства. Клиника требовала, чтобы пациенты перед операцией по подтверждению пола проходили программу под названием «Тест в реальной жизни». «Тест в реальной жизни» — это программа, в рамках которой перед операцией по подтверждению пола пациент должен был жить в соответствии со своей желаемой гендерной ролью. В 1979 году клиника была закрыта недавно назначенным управляющим психиатрическим отделением Полом Макхьюсом.

## Медицинская характеристика гендерных различий
Гендерная дисперсия определяется в медицинской литературе как «гендерная идентичность, самовыражение или поведение, которые выходят за рамки культурно определённых норм, связанных с определённым полом». На протяжении долгого времени гендерные различия рассматривались медициной как отклонение. Всемирная организация здравоохранения определяло гендерную дисфорию как психическое расстройство в Международной классификации болезней (МКБ) до 2018 года. Гендерная дисфория также была включена в Диагностическое и статистическое руководство по психическим расстройствам (DSM-5) Американской психиатрической ассоциации, где ранее она называлась «транссексуализм» и «расстройство гендерной идентичности».
В 2018 году в МКБ-11 был включен термин «гендерная неконгруэнтность» как «выраженное и стойкое несоответствие между гендерным восприятием индивида и установленным полом», при котором гендерные различия в поведении и предпочтениях необязательно подразумевают медицинский диагноз. Тем не менее, в медицинской литературе разница между «гендерной дисфорией» и «гендерной неконгруэнтностью» не всегда ясна.
В некоторых исследованиях утверждается, что отношение к гендерным различиям как к заболеванию оказывает негативное воздействие на здоровье трансгендерных людей, и утверждается, что следует избегать предположений о сосуществующих психиатрических симптомах. Другие исследования утверждают, что диагностика гендерной неконгруэнтности может быть важной и даже позитивной для трансгендерных людей на индивидуальном и социальном уровнях.
Поскольку существуют различные способы классификации или характеристики тех, кому либо поставлен диагноз, либо они заявляют о себе как о трансгендерах, в литературе нет возможности точно оценить, насколько распространён этот опыт среди всего населения. Результаты недавнего систематического обзора подчёркивают необходимость стандартизации сферы охвата и методологии, связанных со сбором данных о лицах, представляющихся трансгендерами.

## Медицинское обслуживание трансгендерных людей

### Гендерно-ориентированный уход
Гендерно-ориентированный уход помогает людям изменить свою внешность и/или половые характеристики в соответствии с их гендерной идентичностью; она включает в себя заместительную гормональную терапию и хирургическую коррекцию пола. Хотя многие трансгендерные люди действительно принимают решение о физическом переходе, у каждого трансгендерного человека разные потребности, и поэтому обязательного плана перехода не существует. Профилактическая медицинская помощь является важной частью перехода, и трансгендерным людям, которые переходят, рекомендуется обратиться к врачу.

### Заместительная гормональная терапия
Заместительная гормональная терапия (ЗГТ) в первую очередь направлена на облегчение гендерной дисфории у трансгендерных людей. Гормональная терапия направлена на устранение вторичных половых признаков. Транс-женщины обычно используют феминизирующую терапию, целью которой является развитие женских качеств при одновременном подавлении мужских. Транс-мужчины обычно используют маскулинизирующую терапию, цель которой противоположна — развитие мужских качеств при одновременном подавлении женских.
1 июля 2022 года Управление по санитарному надзору за качеством пищевых продуктов и медикаментов опубликовало обновлённую информацию о том, что агонисты гонадотропин-рилизинг-гормона, препараты, которые одобрены для лечения преждевременного полового созревания, могут быть фактором риска развития псевдоопухолей головного мозга.

## ВИЧ у трансгендерных людей
Число трансгендерных людей, инфицированных ВИЧ, непропорционально велико во всем мире. По данным Центров США по контролю и профилактике заболеваний (CDC), в Соединённых Штатах Америки в 2019 году 2% пациентов, у которых впервые был диагностирован ВИЧ, были трансгендерами, что выше, чем 0,3% населения США, которые идентифицировали себя как трансгендеры. Распространённость ВИЧ среди трансгендерных женщин выше, чем среди трансгендерных мужчин. В ходе систематического обзора и мета-анализа было установлено, что общая распространённость ВИЧ во всем мире составила 19,9% среди лиц, инфицированных трансгендерным путем, и 2,56% среди лиц, инфицированных трансмаскулинным путем. Трансгендерные работники секс-бизнеса подвергаются ещё большему риску заражения ВИЧ, а трансгендерное население в регионах Африки и Латинской Америки имеет более высокую распространённость ВИЧ.
В соответствии с рекомендациями CDC и USPSTF, UCSF рекомендует всем трансгендерным людям пройти скрининг на ВИЧ хотя бы один раз. Скрининг может быть повторен в каждом конкретном случае в зависимости от степени риска заражения ВИЧ. Риск следует оценивать на основе сексуального поведения индивида. Скрининг для оценки риска заражения ВИЧ должен учитывать специфическую анатомию человека и то, к какому типу сексуальных актов и поведения он склонен.[51] Например, распространенность ВИЧ среди трансгендерных женщин особенно высока, и фактором риска является то, что трансгендерные женщины часто занимаются анальным сексом с биологически мужчинами. В исследованиях факторов риска ВИЧ-инфекции наблюдается тенденция относить этих людей к категории МСМ («Мужчины, практикующие секс с мужчинами») из-за предполагаемого общего механизма биологической уязвимости к передаче ВИЧ. Это проблематично по нескольким причинам: при таком сопоставлении не удается провести различие между внешней анатомией и полом, и, кроме того, такое сопоставление может привести к путанице в представлении точных данных о трансгендерном населении.
У трансгендерных пациентов, проходящих лечение от ВИЧ с помощью антиретровирусной терапии (АРТ), существует риск лекарственного взаимодействия между АРТ и гормональной терапией, особенно феминизирующей. Имеются ограниченные данные о взаимодействии между АРТ и целевой феминизирующей терапией. Однако исследования выявили взаимосвязь между АРТ и оральными контрацептивами, которые могут принимать трансженщины, если у них нет доступа к целенаправленной феминизирующей терапии. Согласно статье Т. Вэнсома и др., «существуют значительные лекарственные взаимодействия между этинилэстрадиолом и двумя основными классами антиретровирусных препаратов: ненуклеозидными ингибиторами обратной транскриптазы (НИОТ) и ингибиторами протеазы, усиленной ритонавиром (ИП)». Этинилэстрадиол обычно используется в оральных контрацептивах и не рекомендуется для феминизирующей терапии из-за повышенного риска тромбоэмболии.